# Liste der Baudenkmäler in Deggendorf
Auf dieser Seite sind die Baudenkmäler in der niederbayerischen Großen Kreisstadt Deggendorf zusammengestellt. Diese Tabelle ist eine Teilliste der Liste der Baudenkmäler in Bayern. Grundlage ist die Bayerische Denkmalliste, die auf Basis des Bayerischen Denkmalschutzgesetzes vom 1. Oktober 1973 erstmals erstellt wurde und seither durch das Bayerische Landesamt für Denkmalpflege geführt wird. Die folgenden Angaben ersetzen nicht die rechtsverbindliche Auskunft der Denkmalschutzbehörde.

## Ensembles

### Ensemble Hengersberger Straße

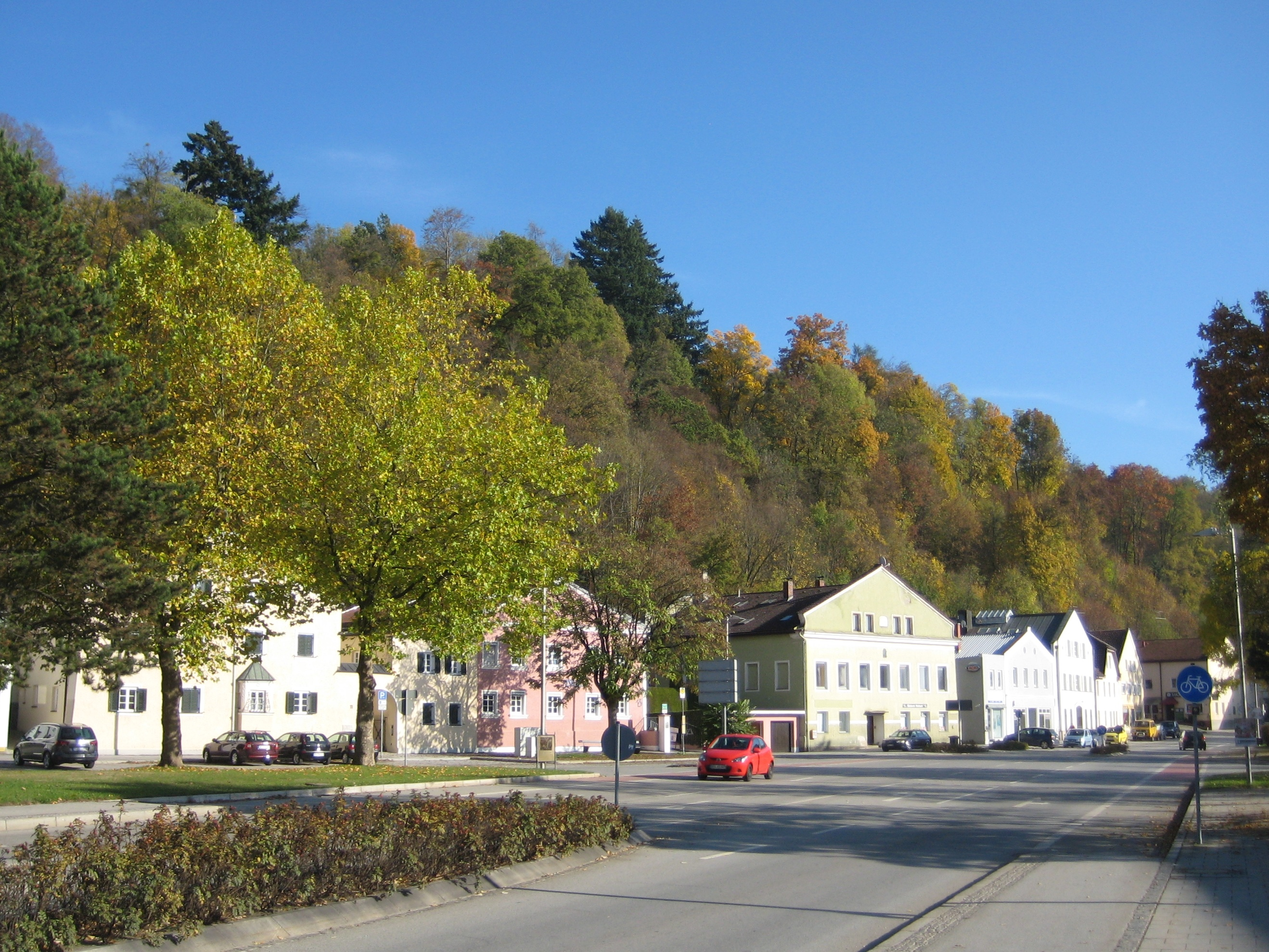

Das Ensemble umfasst die historische Bebauung in der Nähe des Donau-Ufers am Fuße des Geyersberghanges. Es handelt sich um eine Reihe breit gelagerter Handwerkerhäuser in offener Bebauung, meist Giebelbauten und dem 17./18. Jahrhundert entstammend. Sie erheben sich über dem Platz der ältesten, im 9. Jahrhundert genannten Siedlung Deggendorf, die durch die Neugründung der Stadt um 1250 im Norden dieser Siedlung ihre Bedeutung verlor und zur Vorstadt wurde. Aktennummer: E-2-71-119-1.

### Ensemble Pfleggasse
Das Ensemble umfasst den östlichen Querarm der wittelsbachischen Stadtanlage von 1242. Im Unterschied zur Bahnhofstraße, dem westlichen Arm, ist hier die historische bürgerliche Bebauung weitgehend erhalten geblieben. Es handelt sich meist um zweigeschossige Traufseithäuser, in der Regel entstanden nach dem Stadtbrand von 1743. Höhen- und Breitenausdehnung der Bauten unterscheiden sich deutlich von der des Straßenmarktes. Aktennummer: E-2-71-119-3.

### Ensemble Stadtplatz

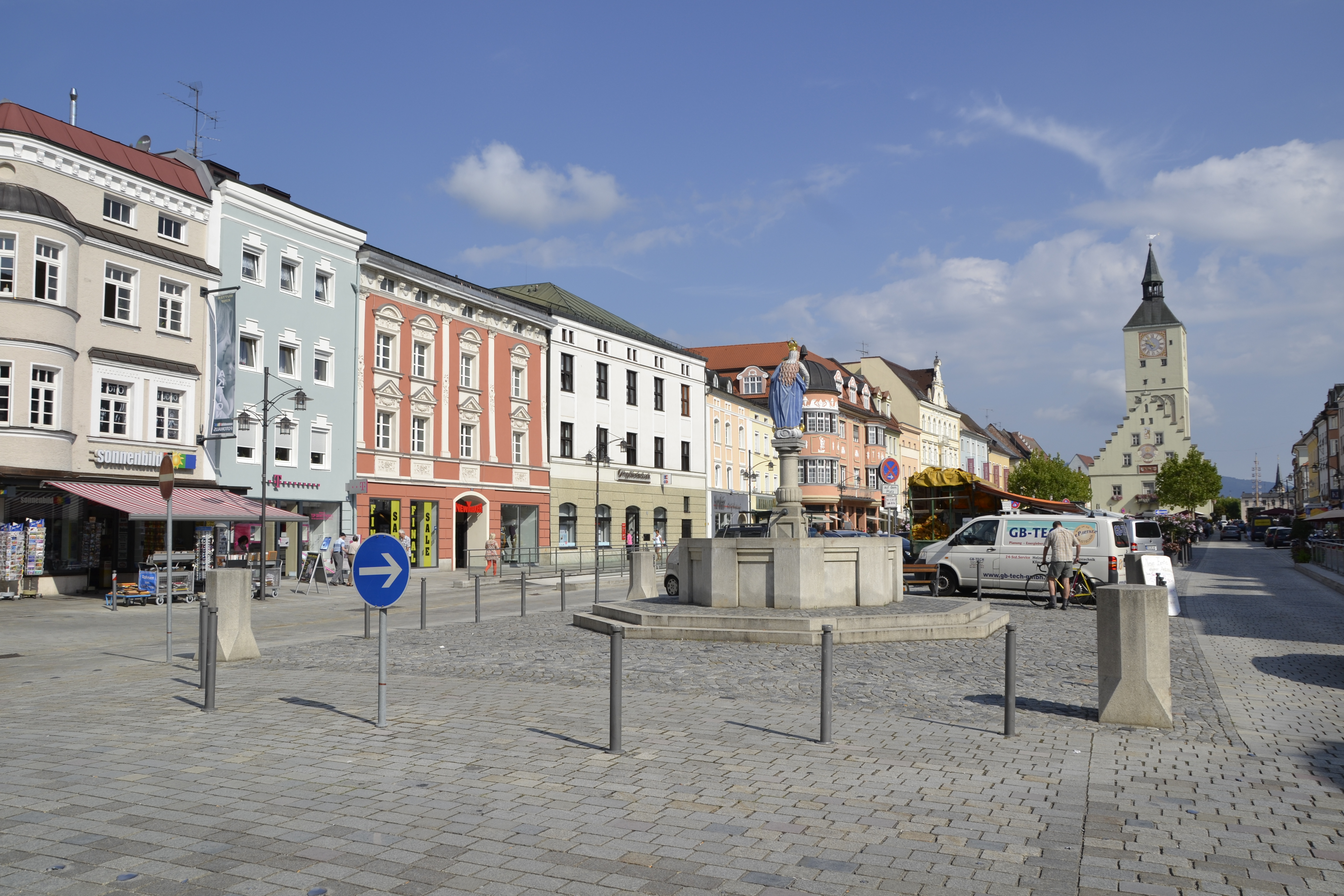

Der im Grundriss langgestreckte, rechteckige Straßenmarkt durchläuft in Süd-Nord-Richtung die gesamte eiförmige, 1242 von den Wittelsbachern angelegte Stadt. Am Schnittpunkt dieser dominierenden Hauptachse mit der Querachse erhebt sich über einer alten, 1802 profanierten Martinskapelle der um 1380 errichtete Stadtturm. An den Turm angeschlossen entstand 1535 das Rathaus der Stadt. Neben dieser freistehenden, das historische Stadtbild beherrschenden Baugruppe setzt im Südteil des Straßenmarktes die nach 1337 entstandene, im 18. Jahrhundert um einen schlanken, reich gegliederten Turm bereicherte Hl. Grab-Kirche einen besonderen städtebaulichen Akzent. Aus der Häuserflucht heraustretend, beherrscht sie diesen Teil des Platzbildes, in dem sich auch weitere kirchliche Gebäude konzentrieren, während die Stadtpfarrkirche ihren frühmittelalterlichen Standort im Süden, außerhalb der wittelsbachischen Stadtanlage bewahrt hat. Die im Allgemeinen dreigeschossige Bebauung der langen Platzfluchten, die lediglich durch die schmalen Einmündungen der Seitengassen unterbrochen werden, geht meist auf die Wiederaufbauzeit nach dem österreichischen Erbfolgekrieg zurück. Die meisten Gebäude haben bereits um die Jahrhundertwende den Charakter von Geschäftshäusern mit historistischen Fassaden erhalten. Die Kaufhausbauten der neuesten Zeit fügen sich den historischen Gliederungsstrukturen der Platzwände nicht ein. Zum Ensemble gehört der dem Stadtplatz südlich vorgelagerte Pferdemarkt, ein Dreiecksplatz, der nach der Vertreibung der Juden im Jahr 1337 aus diesem Bereich an die Kernstadt angeschlossen wurde und im Süden durch das Spital und das Spitaltor gegen die Untere Vorstadt abgegrenzt wird. Aktennummer: E-2-71-119-2.

### Ensemble Vorstadt

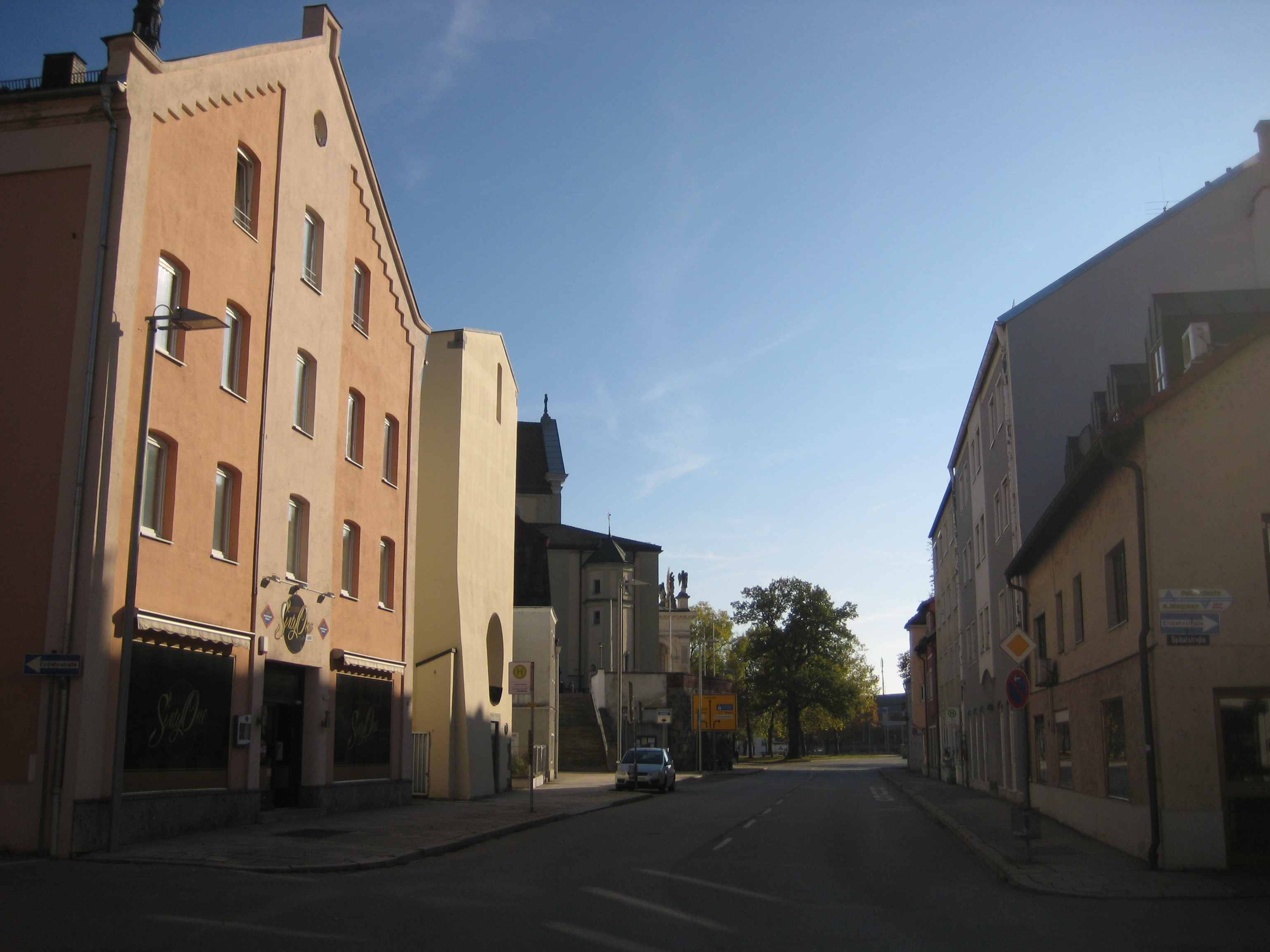

Das Ensemble Vorstadt umfasst den im Süden außerhalb der befestigten Stadt gelegenen Bezirk der Pfarrkirche. Dieser grenzt unmittelbar an den von Süden und von der Donaubrücke in die spätmittelalterliche Kernstadt hineinführenden Straßenzug. Die Baugruppe wird von der im Wesentlichen barocken Stadtpfarrkirche, die sich über einer monumentalen Treppenanlage von 1855 erhebt, beherrscht. Die zum Pfarrbezirk gehörenden Bauten samt der Sankt-Oswald-Kapelle umgeben die Pfarrkirche. Aktennummer: E-2-71-119-4.

## Baudenkmäler nach Ortsteilen

### Deggendorf
| Lage | Objekt                                                                                             | Beschreibung | Akten-Nr.               | Bild                                                                |
| --- | -------------------------------------------------------------------------------------------------- | --- | ----------------------- | ------------------------------------------------------------------- |
| Amanstraße 11 (Standort)                                                                                                 | Ehemaliges Waisenhaus, jetzt Volkshochschule                                                       | zweigeschossiger Blankziegelbau mit Satteldächern, Werksteingliederung und mittigem Turmerker, neugotisch, 1886 | D-2-71-119-1 Wikidata   | Ehemaliges Waisenhaus, jetzt Volkshochschule                        |
| Amanstraße 15 (Standort)                                                                                                 | Evangelisch-lutherische Auferstehungskirche                                                        | neugotischer Blankziegelbau mit Ostturm, von Karl Lemmes, 1898/99 | D-2-71-119-151 Wikidata | weitere Bilder                                                      |
| Amanstraße 17 (Standort)                                                                                                 | Amtsgericht                                                                                        | dreigeschossiger Walmdachbau mit Fassadengliederung in Neurenaissanceformen und geschweiftem Mittelrisalitgiebel, 1901 | D-2-71-119-2 Wikidata   | Amtsgericht                                                         |
| Amanstraße 19 (Standort)                                                                                                 | Ehemaliges Landwehrbezirkskommando, jetzt Landgericht                                              | gestaffelter zwei- bis viergeschossiger Gruppenbau in anklingender Jugendsteinornamentik mit Walmdächern und Natursteinrustika, 1909 | D-2-71-119-3 Wikidata   | BW                                                                  |
| Am Stadtpark 1, 2, 3, 5, 7, 9, 11, 12, 13, 14, 15, 16, 17, 18, 19, 20, 21, 22, 23, 24, 25, 26, 27, 28, 29, 30 (Standort) | Ehemalige Kreisirrenanstalt                                                                        | neuromanische zwei- bzw. dreigeschossige Mehrflügelanlage um Innenhöfe in Blankziegelbauweise mit Blendgliederung und steinerner Fassadenzier, 1863–68; Ehemalige Anstaltskirche, kleiner Blankziegelbau in neuromanischen Formen mit Dachreiter, 1865; mit Ausstattung | D-2-71-119-4 Wikidata   | weitere Bilder                                                      |
| An der Friedenseiche 1 (Standort)                                                                                        | Katholische Pfarrkirche Mariä Himmelfahrt                                                          | barocke dreischiffige Pfeilerbasilika mit eingezogenem, spätgotischem Chor, von Constantin Pader, 1655–57, Chor Ende 15. Jahrhundert, Vorhalle mit Treppenanlage 1885; mit Ausstattung; Kirchhofmauer mit Teilen der ehemaligen Wehrmauer, wohl 13. Jahrhundert, mit Grabinschriften des 16.–19. Jahrhundert; Kapelle, sogenannte Wasserkapelle, spätgotischer, zweischiffiger Steildachbau, 2. Hälfte 15. Jahrhundert; mit Ausstattung; Heilig-Grab-Kapelle, quadratischer, barocker Walmdachbau mit zwiebelbekrönter Laterne, Ende 17. Jahrhundert; mit Ausstattung; Kreuzwegstationen, barocke Sandsteinfigurengruppen, 1697 | D-2-71-119-86 Wikidata  | weitere Bilder                                                      |
| Bahnhofstraße 4 (Standort)                                                                                               | Wohn- und Geschäftshaus                                                                            | viergeschossiger traufständiger Flachsatteldachbau mit neuklassizistischem Stuckdekor, um 1890 | D-2-71-119-7 Wikidata   | BW                                                                  |
| Bahnhofstraße 11 (Standort)                                                                                              | Bürgerhaus                                                                                         | dreigeschossiger traufständiger Flachsatteldachbau, wohl 17. Jahrhundert, oberstes Geschoss und neubarocke Stuckfassade Ende 19. Jahrhundert | D-2-71-119-8 Wikidata   | BW                                                                  |
| Bahnhofstraße 13 (Standort)                                                                                              | Ehemals Bräuhaus                                                                                   | dreigeschossiger traufständiger Flachsatteldachbau mit Fassadenputzdekor in Neurenaissanceformen und großem, ehemaligem Durchfahrtstor, 1904, im Kern älter | D-2-71-119-9 Wikidata   | BW                                                                  |
| Bahnhofstraße 19 (Standort)                                                                                              | Bürgerhaus                                                                                         | zweigeschossiger, giebelständiger Halbwalmdachbau mit Putzgliederung, 1. Hälfte 19. Jahrhundert | D-2-71-119-10 Wikidata  | Bürgerhaus                                                          |
| Bahnhofstraße 27 (Standort)                                                                                              | Wohnhaus                                                                                           | zweigeschossiger, malerischer Krüppelwalmdachbau in Ecklage mit neubarocker Fassadenzier, Erkern und Balkon, 1904 | D-2-71-119-11 Wikidata  | BW                                                                  |
| Bahnhofstraße 100 (Standort)                                                                                             | Bahnhofsgebäude                                                                                    | zweigeschossiger, historisierender Flachsatteldachbau mit übergiebelten Mittelrisaliten und Perron-Vordach, 1877; Güterhalle, Blankziegelbau mit Flachsatteldach, Ende 19. Jahrhundert; Bestandteil der 1877 eröffneten sogenannten Waldbahn von Plattling nach Bayerisch Eisenstein, bei Km 72,4 | D-2-71-119-147 Wikidata | Bahnhofsgebäude                                                     |
| Bräugasse 15 (Standort)                                                                                                  | Ehemals Fronfeste                                                                                  | dreigeschossiger, traufständiger Walmdachbau in Neurenaissance-Formen mit Quaderverblendung, 1857 | D-2-71-119-12 Wikidata  | Ehemals Fronfeste                                                   |
| Egger Straße 9 (Standort)                                                                                                | Ehemaliger Hochaltar der Himmelfahrtskirche bzw. ab 1690 der Schachinger Kirche                    | monstranzartiges, hölzernes Renaissance-Altarretabel unter Verwendung gotischer Teile des Vorgängeraltars, 1624, Schreinfiguren, Predellenreliefs und Gemälde um 1500; 1954 übertragen | D-2-71-119-14 Wikidata  | BW                                                                  |
| Findlsteiner Straße 25 (Standort)                                                                                        | Katholische Wallfahrtskirche zur Schmerzhaften Muttergottes auf dem Geiersberg (Maria in der Rose) | spätgotischer, einschiffiger Hallenbau mit Nordturm, 1486, um 1882 Turm erhöht; mit Ausstattung | D-2-71-119-15 Wikidata  | weitere Bilder                                                      |
| Findlsteiner Straße 25 (Standort)                                                                                        | Brunnen, sogenannter Fünf-Wunden-Brunnen                                                           | barocke Vesperbild-Gruppe mit Brunnenschale, 1651, mit offenem Brunnenhaus 1921 | D-2-71-119-16 Wikidata  | Brunnen, sogenannter Fünf-Wunden-Brunnen                            |
| Haslacher Straße 123 (Standort)                                                                                          | Villa                                                                                              | eingeschossiger Massivbau mit hohem, geschwungenem Mansardgiebeldach, Giebel verschindelt, 1908/09 | D-2-71-119-17           | BW                                                                  |
| Hengersberger Straße 1 (Standort)                                                                                        | Wohnhaus                                                                                           | zweigeschossiger Walmdachbau mit Fledermausgaube, Gurt- und Kranzgesims, 17./18. Jahrhundert | D-2-71-119-18 Wikidata  | Wohnhaus                                                            |
| Hengersberger Straße 11 (Standort)                                                                                       | Wohnhaus                                                                                           | zweigeschossiger und giebelständiger Satteldachbau mit Kastenerker, 1635, 1929 erneuert; mit Nr. 13 durch einen Torbogen verbunden | D-2-71-119-19 Wikidata  | Wohnhaus                                                            |
| Hengersberger Straße 13 (Standort)                                                                                       | Kleinhaus                                                                                          | zweigeschossiger und giebelständiger Satteldachbau, 1635; mit Nr. 11 durch einen Torbogen verbunden | D-2-71-119-20 Wikidata  | Kleinhaus                                                           |
| Hengersberger Straße 19 (Standort)                                                                                       | Wohnhaus                                                                                           | zweigeschossiger, giebelständiger Flachsatteldachbau mit Gesimsen und Blendgiebel, 17./18. Jahrhundert | D-2-71-119-22 Wikidata  | Wohnhaus                                                            |
| Jahnstraße 5 (Standort)                                                                                                  | Ehemals Präparandenschule, jetzt Berufsschule, sogenannte Aloys-Fischer-Schule,                    | zweigeschossiger, historisierender Satteldachbau mit geschweiften Giebeln und ornamentierten Putzfeldern, 1913 | D-2-71-119-23 Wikidata  | weitere Bilder                                                      |
| Jahnstraße 8 (Standort)                                                                                                  | Gymnasium, sogenanntes Comenius-Gymnasium                                                          | dreigeschossiger, neubarocker Walmdachbau mit Sternwarteturm, stuckdekoriertem Schaugiebel mit Schuluhr und Putzgliederung, bezeichnet 1913 | D-2-71-119-24 Wikidata  | weitere Bilder                                                      |
| Lateinschulgasse 1 (Standort)                                                                                            | Wohn- und Geschäftshaus                                                                            | dreigeschossiger Walmdachbau in Ecklage mit Vorschussmauer und neubarockem Fassadendekor, um 1910, im Kern älter. Im Erdgeschoss Kapelle St. Antonius. Kleiner, von der Straße aus begehbarer Raum mit Kreuzgewölbe. Grotte mit Figur des hl. Antonius, der das Jesuskind auf dem Arm trägt. | D-2-71-119-26 Wikidata  | Wohn- und Geschäftshaus                                             |
| Luitpoldplatz (Standort)                                                                                                 | Marienbrunnen                                                                                      | barocke steinerne Mariensäule, 1630/50, Bassin modern | D-2-71-119-35 Wikidata  | Marienbrunnen                                                       |
| Luitpoldplatz 1 (Standort)                                                                                               | Keller                                                                                             | Anlage mit gewölbtem Einstützenraum und Granitgewänden, 17./18. Jahrhundert | D-2-71-119-27 Wikidata  | BW                                                                  |
| Luitpoldplatz 9 (Standort)                                                                                               | Wohn- und Geschäftshaus                                                                            | fünfgeschossiger traufseitiger Flachsatteldachbau mit neuklassizistischem Stuckdekor, um 1850, im Kern älter | D-2-71-119-29 Wikidata  | Wohn- und Geschäftshaus                                             |
| Luitpoldplatz 10 (Standort)                                                                                              | Wohn- und Geschäftshaus                                                                            | zweigeschossiger traufseitiger Flachsatteldachbau mit Kniestock und Stuckgliederung, 2. Hälfte 19. Jahrhundert | D-2-71-119-30 Wikidata  | Wohn- und Geschäftshaus                                             |
| Luitpoldplatz 11 (Standort)                                                                                              | Wohn- und Geschäftshaus                                                                            | viergeschossiger traufseitiger Flachsatteldachbau, 1865, Fassade mit jugendstiligem Dekor nach 1910 | D-2-71-119-31 Wikidata  | Wohn- und Geschäftshaus                                             |
| Luitpoldplatz 25, Rosengasse 2 (Standort)                                                                                | Wohn- und Geschäftshaus                                                                            | zweigeschossiger historisierender Mansardwalmdachbau in Ecklage mit Fassadenputzdekor und Zwerchhäusern, um 1910 | D-2-71-119-75 Wikidata  | Wohn- und Geschäftshaus                                             |
| Maria-Ward-Platz 10 (Standort)                                                                                           | Ehemals Langhaus der profanierten Kapuzinerkirche, jetzt Kulturhaus                                | zweigeschossiger Steildachbau mit Fassaden-Oculus, 1625–29 | D-2-71-119-36 Wikidata  | Ehemals Langhaus der profanierten Kapuzinerkirche, jetzt Kulturhaus |
| Mettener Straße 46 (Standort)                                                                                            | Wohnhaus                                                                                           | zweigeschossiger Mansard-Halbwalmdachbau, 1. Viertel 19. Jahrhundert | D-2-71-119-37 Wikidata  | BW                                                                  |
| Metzgergasse 9 (Standort)                                                                                                | Wohnhaus                                                                                           | zweigeschossiger und traufseitiger Satteldachbau, 18./19. Jahrhundert, im Kern wohl älter | D-2-71-119-38 Wikidata  | Wohnhaus                                                            |
| Metzgergasse 10 (Standort)                                                                                               | Wohnhaus                                                                                           | zweigeschossiger traufseitiger Satteldachbau mit Kniestock und sparsamer Stuckgliederung, bezeichnet mit dem Jahr 1822 | D-2-71-119-39 Wikidata  | Wohnhaus                                                            |
| Michael-Fischer-Platz (Standort)                                                                                         | Brunnen, sogenannter Gnadenbrunnen                                                                 | Ziehbrunnen mit Löwenfiguren und steinerner, neubarocker Mater dolorosa, Löwen um 1730, Marienfigur von Rosa von Ranson, 1930 | D-2-71-119-45 Wikidata  | Brunnen, sogenannter Gnadenbrunnen                                  |
| Michael-Fischer-Platz 1 (Standort)                                                                                       | Katholische Wallfahrtskirche zum Hl. Grab Christi                                                  | gotische dreischiffige Gewölbebasilika, 1337–60, spätbarocker Nordwestturm von Jakob Pawagner, Johann Baptist Gunetzrhainer und Johann Michael Fischer, 1722–28; mit Ausstattung | D-2-71-119-41 Wikidata  | weitere Bilder                                                      |
| Michael-Fischer-Platz 2 (Standort)                                                                                       | Wohn- und Geschäftshaus                                                                            | dreigeschossiger, traufseitiger Flachsatteldachbau in historisierenden Formen mit Aufzugserker, 2. Hälfte 18. Jahrhundert, Fassadengliederung 1927 | D-2-71-119-42 Wikidata  | Wohn- und Geschäftshaus                                             |
| Michael-Fischer-Platz 8 (Standort)                                                                                       | Gasthaus                                                                                           | dreigeschossiger, traufseitiger Flachsatteldachbau mit sparsamer Stuckgliederung, 17. Jahrhundert | D-2-71-119-43 Wikidata  | Gasthaus                                                            |
| Michael-Fischer-Platz 14 (Standort)                                                                                      | Wohn- und Geschäftshaus                                                                            | dreigeschossiger, traufseitiger Flachsatteldachbau mit neuklassizistischem Stuckdekor, um 1894, im Kern wohl 17. Jahrhundert | D-2-71-119-44 Wikidata  | BW                                                                  |
| Nähe Probsteigasse (Standort)                                                                                            | Friedhofsmauer und Friedhofskapellen                                                               | aus Bruchsteinmauerwerk, Ende 19. Jahrhundert; Friedhofskapelle, neugotischer, verputzter Eckbau, Ende 19. Jahrhundert; mit Ausstattung; Friedhofskapelle, neugotischer Blankziegel-Eckbau, Ende 19. Jahrhundert; Brunnenanlage, retabelartige, neugotische Steintafel mit frontalem Wasserbecken, Ende 19. Jahrhundert | D-2-71-119-13 Wikidata  | Friedhofsmauer und Friedhofskapellen                                |
| Nähe Westlichem Stadtgraben (Standort)                                                                                   | Stadtmauer                                                                                         | unverputzter Natursteinmauerzug mit hölzernem Wehrgang, mittelalterlich | D-2-71-119-90 Wikidata  | weitere Bilder                                                      |
| Oberer Stadtplatz 1 (Standort)                                                                                           | Rathaus                                                                                            | freistehender Baukomplex mit Satteldächern, Treppengiebeln und Turm mit Pyramidendach und Glockenreiter, Turm um 1450, südlicher Haupttrakt bezeichnet 1535, Nordgiebel Teil der profanierten Martinskirche 1618, Nordtrakt 1888 durchgreifend umgebaut | D-2-71-119-46 Wikidata  | weitere Bilder                                                      |
| Oberer Stadtplatz 2 (Standort)                                                                                           | Wohn- und Geschäftshaus, ehemals Salzstadel                                                        | dreigeschossiger, traufseitiger Flachsatteldachbau, Umbau zu Wohnhaus wohl 1. Hälfte 19. Jahrhundert, im Kern älter | D-2-71-119-47 Wikidata  | Wohn- und Geschäftshaus, ehemals Salzstadel                         |
| Oberer Stadtplatz 5 (Standort)                                                                                           | Wohn- und Geschäftshaus, sogenannte Seel’sche Apotheke                                             | dreigeschossiger, traufseitiger Satteldachbau mit neugotischen Stein-Erkern und Ziergliederung, 17. Jahrhundert, Fassade um 1850, Rückflügel 18. Jahrhundert | D-2-71-119-49 Wikidata  | Wohn- und Geschäftshaus, sogenannte Seel’sche Apotheke              |
| Oberer Stadtplatz 6 (Standort)                                                                                           | Ehemals Gasthof, jetzt Wohn- und Geschäftshaus                                                     | dreigeschossiger traufseitiger Satteldachbau mit Aufzugserker, um 1852 mit älterem Kern | D-2-71-119-50 Wikidata  | Ehemals Gasthof, jetzt Wohn- und Geschäftshaus                      |
| Oberer Stadtplatz 15 (Standort)                                                                                          | Ehemals Brauerei, jetzt Wohn- und Geschäftshaus                                                    | dreigeschossiger, traufseitiger Steildachbau mit neubarockem Fassadendekor und stuckiertem Wappen, Fassade Ende 19. Jahrhundert, im Kern älter | D-2-71-119-54 Wikidata  | Ehemals Brauerei, jetzt Wohn- und Geschäftshaus                     |
| Oberer Stadtplatz 32, 34, 36 (Standort)                                                                                  | Wappenstein                                                                                        | gefasstes kleines Wappenrelief, bezeichnet 1580 | D-2-71-119-57 Wikidata  | Wappenstein                                                         |
| Östlicher Stadtgraben 28 (Standort)                                                                                      | Ehemals Theodor-Eckert-Schule, jetzt Stadtmuseum                                                   | zweigeschossiger neubarocker Walmdachbau mit Stuck- bzw. Putzgliederung, Mittelrisalit, Dachreiter und Schweifgiebel-Eckrisalit, von Johann Baptist Schott, 1899/1900 | D-2-71-119-58 Wikidata  | weitere Bilder                                                      |
| Östlicher Stadtgraben 39 (Standort)                                                                                      | Wohnhaus                                                                                           | dreigeschossiges traufseitiger Flachsatteldachbau mit Gurt- bzw. Kranzgesims und Dachgauben, 18. Jahrhundert | D-2-71-119-59 Wikidata  | Wohnhaus                                                            |
| Östlicher Stadtgraben 41 (Standort)                                                                                      | Wohnhaus                                                                                           | dreigeschossiger Walmdachbau in Ecklage, 18./19. Jahrhundert | D-2-71-119-60 Wikidata  | Wohnhaus                                                            |
| Pfarrgasse 1 (Standort)                                                                                                  | Katholischer Stadtpfarrhof                                                                         | zweigeschossiges Steildachhaus mit Lisenengliederung und Sonnenuhr, 17./18. Jahrhundert, im Kern älter, 1976 verändert | D-2-71-119-61 Wikidata  | Katholischer Stadtpfarrhof                                          |
| Pferdemarkt 1 (Standort)                                                                                                 | Wohn- und Geschäftshaus                                                                            | zweigeschossiger Walmdachbau mit neubarocker Stuckfassade, 2. Hälfte 19. Jahrhundert, durch erdgeschossigen Ladeneinbau verändert | D-2-71-119-63 Wikidata  | Wohn- und Geschäftshaus                                             |
| Pferdemarkt 20 (Standort)                                                                                                | Spital, sogenanntes Katharinenspital                                                               | zweigeschossiger barocker Halbwalmdachbau mit Fassadengliederung und Dachreiter, 1757, im Kern älter; Katholische Spitalkirche Sankt Katharina, kleiner, barocker Raum mit gotischen Teilen, um 1750/60; mit Ausstattung | D-2-71-119-64 Wikidata  | weitere Bilder                                                      |
| Pfleggasse 6 (Standort)                                                                                                  | Wohn- und Geschäftshaus                                                                            | dreigeschossiger, traufseitiger Satteldachbau mit Putzgliederung und Pilastertor, bezeichnet 1749, im Kern 15./16. Jahrhundert | D-2-71-119-66 Wikidata  | Wohn- und Geschäftshaus                                             |
| Pfleggasse 7 (Standort)                                                                                                  | Wohn- und Geschäftshaus                                                                            | dreigeschossiger traufseitiger Satteldachbau mit neubarockem Stuckdekor und großer Stuckkartusche, 1896, im Kern älter | D-2-71-119-67 Wikidata  | Wohn- und Geschäftshaus                                             |
| Pfleggasse 18 (Standort)                                                                                                 | Ehemals Landratsamt, jetzt Finanzamt                                                               | dreigeschossiger barocker Satteldachbau mit neubarocker Stuckfassade und überkuppeltem Erker, wohl von Johann Michael Fischer, 1749, Fassade um 1900 | D-2-71-119-70 Wikidata  | Ehemals Landratsamt, jetzt Finanzamt                                |
| Pfleggasse 23 (Standort)                                                                                                 | Wohn- und Geschäftshaus                                                                            | zweigeschossiger traufseitiger Satteldachbau mit historisierendem Stuckdekor, 1912, im Kern wohl älter | D-2-71-119-72 Wikidata  | Wohn- und Geschäftshaus                                             |
| Pfleggasse 28 (Standort)                                                                                                 | Wohnhaus                                                                                           | zweigeschossiger, traufseitiger Satteldachbau, barock, wohl nach dem Stadtbrand von 1743 | D-2-71-119-154 Wikidata | Wohnhaus                                                            |
| Probstei 2 (Standort) | Ehemals Forsthaus                                                                                  | zweigeschossiger Granitbau mit Kniestock und Satteldach, um 1840; Remise mit Keller, zweigeschossiger Granitbau mit Pultdach, gleichzeitig | D-2-71-119-190 Wikidata | Ehemals Forsthaus                                                   |
| Probstei 4 (Standort) | Ehemals Propsteigebäude                                                                            | zweigeschossiger stattlicher Flachsatteldachbau, 16. /17. Jahrhundert | D-2-71-119-74 Wikidata  | Ehemals Propsteigebäude                                             |
| Rosengasse 11 (Standort)                                                                                                 | Wohnhaus                                                                                           | dreigeschossiger traufseitiger Satteldachbau mit zurückgesetzter Eingangsachse und Putzgliederung, 17./18. Jahrhundert | D-2-71-119-77 Wikidata  | BW                                                                  |
| Schachinger Weg 20 (Standort)                                                                                            | Katholische Filialkirche Sankt Johannes Baptist und Evangelist                                     | spätgotischer Saalbau mit eingezogenem Chor und im Westen romanischem Sattelturm, 15. Jahrhundert; mit Ausstattung; Kirchhofportal, spätgotisch | D-2-71-119-25 Wikidata  | BW                                                                  |
| Schiffmeisterweg 12 (Standort)                                                                                           | Ehemals Schiffmeisterhaus                                                                          | zweigeschossiger, gotischer Staffelgiebelbau mit Traufschrot, 15./16. Jahrhundert | D-2-71-119-79 Wikidata  | Ehemals Schiffmeisterhaus                                           |
| Schlachthausgasse 1 (Standort)                                                                                           | Ehemals Fleischbank                                                                                | zweigeschossiger Flachsatteldachbau in Ecklage mit klassizistischer Giebelfassade und gassenseitig übergiebeltem Mittelrisalit, 1839, im Kern älter | D-2-71-119-80 Wikidata  | Ehemals Fleischbank                                                 |
| Stadt-Au 2 (Standort) | Ehemals Rentamt, jetzt Finanzamt                                                                   | zweigeschossiger neubarocker Mansardwalmdachbau mit Stuckfassaden, Eckrisalit und Zwerchgiebeln, 1897 | D-2-71-119-82 Wikidata  | Ehemals Rentamt, jetzt Finanzamt                                    |
| Starzenbachweg 2 (Standort)                                                                                              | Gedenksäule                                                                                        | Fragment der sogenannte Hussitensäule aus Granit, wohl 15. Jahrhundert | D-2-71-119-83 Wikidata  | weitere Bilder                                                      |
| Uferplatz 6 (Standort)                                                                                                   | Ehemals Mauthaus                                                                                   | zweigeschossiger barocker Halbwalmdachbau mit Lisenengliederung, bezeichnet 1745 | D-2-71-119-84 Wikidata  | Ehemals Mauthaus                                                    |
| Untere Vorstadt 5 (Standort)                                                                                             | Ehemalige Sankt-Oswald-Kapelle, jetzt Kriegergedächtniskirche                                      | kleiner Satteldachbau mit hohem Blendgiebel, um 1415, Umbauten 18. und 20. Jahrhundert; mit Ausstattung | D-2-71-119-85 Wikidata  | weitere Bilder                                                      |
| Untere Vorstadt 9 (Standort)                                                                                             | Wohnhaus                                                                                           | zweigeschossig mit Pultdach und Vorschussmauer, im Kern wohl noch mittelalterlich, Umbauten 18./19. Jahrhundert, Dachanhebung 1901 | D-2-71-119-160          | BW                                                                  |
| Veilchengasse 2 (Standort)                                                                                               | Kaufhaus                                                                                           | dreigeschossiger historisierender Mansardwalmdachbau in Ecklage mit Erkern und reicher Fassadengliederung, 1914 | D-2-71-119-88 Wikidata  | Kaufhaus                                                            |
| Westlicher Stadtgraben 48 (Standort)                                                                                     | Wohnhaus                                                                                           | zweigeschossiger biedermeierlicher Halbwalmdachbau mit Putzgliederung und Steinportal, um 1832 | D-2-71-119-89 Wikidata  | Wohnhaus                                                            |
| Altbach; Mühlbogenstraße 47; Nähe Kr DEG 1; Nähe Mühlbogen; Papiererstraße; St 2133 (Standort)                           | Bauten der ehem. Reichsautobahnstrecke 87 von Regensburg nach Passau (Los 135)                     | sogenannter Mühlbogentunnel, rundbogige Autobahnunterführung für Fußweg und Wasserdurchlass (heute verrohrt), Schwergewichtsbau aus Beton mit Natursteinverkleidung, Firma Luber, 1939 | D-2-71-119-203          | BW                                                                  |

### Aletsberg
| Lage                      | Objekt                               | Beschreibung                                             | Akten-Nr.              | Bild                                 |
| ------------------------- | ------------------------------------ | -------------------------------------------------------- | ---------------------- | ------------------------------------ |
| Nähe Aletsberg (Standort) | Gedenkstein, sogenannte Kandlersäule | Granitpfeiler mit Inschriftentafel, 18. /19. Jahrhundert | D-2-71-119-91 Wikidata | Gedenkstein, sogenannte Kandlersäule |

### Breitenbach
| Lage                     | Objekt      | Beschreibung | Akten-Nr.               | Bild |
| ------------------------ | ----------- | --- | ----------------------- | ---- |
| Breitenbach 1 (Standort) | Traidkasten | gestelzter Blockbau mit Satteldach, zweiseitig umlaufendem Schroten und geschnitzten Giebelsäulen, wohl 18. Jahrhundert, Dach später aufgesteilt | D-2-71-119-145 Wikidata | BW   |

### Breitenberg
| Lage                        | Objekt     | Beschreibung | Akten-Nr.              | Bild       |
| --------------------------- | ---------- | --- | ---------------------- | ---------- |
| Haslacher Straße (Standort) | Wegkapelle | neuromanischer Flachsatteldachbau mit stuckiertem Rundbogenportal und Dachreiter, 3. Viertel 19. Jahrhundert; mit Ausstattung | D-2-71-119-93 Wikidata | Wegkapelle |

### Elmering
| Lage                  | Objekt      | Beschreibung                                            | Akten-Nr.              | Bild           |
| --------------------- | ----------- | ------------------------------------------------------- | ---------------------- | -------------- |
| Elmering 9 (Standort) | Gedenkstein | aus Granit mit gusseisernem Kruzifixus, bezeichnet 1894 | D-2-71-119-94 Wikidata | weitere Bilder |

### Fischerdorf
| Lage                      | Objekt        | Beschreibung | Akten-Nr.               | Bild          |
| ------------------------- | ------------- | --- | ----------------------- | ------------- |
| Donaustraße 36 (Standort) | Wohnstallhaus | erdgeschossiger Flachsatteldachbau mit hohem Kniestock und Giebelschrot, 18./19. Jahrhundert; Stadel, hölzerne Ständerkonstruktion mit Satteldach, bezeichnet 1743 | D-2-71-119-152 Wikidata | Wohnstallhaus |

### Greising
| Lage                   | Objekt                                     | Beschreibung | Akten-Nr.               | Bild           |
| ---------------------- | ------------------------------------------ | --- | ----------------------- | -------------- |
| Greising 19 (Standort) | Kapelle                                    | Satteldachbau mit Putzgliederung, 2. Hälfte 19. Jahrhundert; mit Ausstattung                                    | D-2-71-119-101 Wikidata | BW             |
| Greising 19 (Standort) | Katholische Filialkirche Unsere Liebe Frau | barocker Saalraum mit querhausähnlichen Seitenkapellen und Dachreiter, von Ulrich Stöckl, 1692; mit Ausstattung | D-2-71-119-99 Wikidata  | weitere Bilder |

### Halbmeile
| Lage                   | Objekt                                                      | Beschreibung | Akten-Nr.               | Bild           |
| ---------------------- | ----------------------------------------------------------- | --- | ----------------------- | -------------- |
| Halbmeile 2 (Standort) | Katholische Wallfahrtskirche Zur Schmerzhaften Muttergottes | spätbarocker, halbrund geschlossener Saalbau mit Südturm, Plan von Andreas Weiß, 1781–85, verlängert 1910; mit Ausstattung | D-2-71-119-103 Wikidata | weitere Bilder |

### Hintertausch
| Lage                      | Objekt                       | Beschreibung                                                                   | Akten-Nr.               | Bild |
| ------------------------- | ---------------------------- | ------------------------------------------------------------------------------ | ----------------------- | ---- |
| Hintertausch 2 (Standort) | Wohnhaus eines Dreiseithofes | zweigeschossiger Halbwalmdachbau mit Greddach und Traufschrot, bezeichnet 1847 | D-2-71-119-104 Wikidata | BW   |

### Kohlberg
| Lage                       | Objekt     | Beschreibung                                                           | Akten-Nr.               | Bild       |
| -------------------------- | ---------- | ---------------------------------------------------------------------- | ----------------------- | ---------- |
| Kohlbergstriegl (Standort) | Wegkapelle | vorkragender Satteldachbau, 1. Hälfte 19. Jahrhundert; mit Ausstattung | D-2-71-119-108 Wikidata | Wegkapelle |

### Kohlhof
| Lage                      | Objekt  | Beschreibung                                                                          | Akten-Nr.               | Bild    |
| ------------------------- | ------- | ------------------------------------------------------------------------------------- | ----------------------- | ------- |
| Kohlhof 6, 6 a (Standort) | Kapelle | vorkragender Satteldachbau mit Dachreiter, 2. Hälfte 19. Jahrhundert; mit Ausstattung | D-2-71-119-109 Wikidata | Kapelle |

### Kreut
| Lage                                    | Objekt     | Beschreibung                                                     | Akten-Nr.               | Bild |
| --------------------------------------- | ---------- | ---------------------------------------------------------------- | ----------------------- | ---- |
| Birkenberg in der Flur Kreut (Standort) | Hofkapelle | vorkragender Satteldachbau, 19./20. Jahrhundert; mit Ausstattung | D-2-71-119-110 Wikidata | BW   |

### Leoprechtstein
| Lage                         | Objekt      | Beschreibung | Akten-Nr.               | Bild |
| ---------------------------- | ----------- | --- | ----------------------- | ---- |
| Leoprechtstein 33 (Standort) | Waldlerhaus | erdgeschossiger Blockbau mit Flachsatteldach, hohem Kniestock und massivem Stallvorbau, 2. Hälfte 18. Jahrhundert | D-2-71-119-112 Wikidata | BW   |
| Leoprechtstein 47 (Standort) | Kapelle     | Satteldachbau mit Dachreiter, 3. Viertel 19. Jahrhundert; mit Ausstattung                                         | D-2-71-119-113 Wikidata | BW   |

### Mainkofen
| Lage                                                        | Objekt                                                           | Beschreibung | Akten-Nr.               | Bild           |
| ----------------------------------------------------------- | ---------------------------------------------------------------- | --- | ----------------------- | -------------- |
| Mainkofen A 1, A 2, A 3, A 4, A 5, A 6, A 7, B 1 (Standort) | Ehemals Heil- und Pflegeanstalt Mainkofen, jetzt Bezirksklinikum | ringförmige Pavillonanlage in Parkgelände, bestehend aus Krankenhäusern, Verwaltungs-, Wirtschafts- und Wohngebäuden, Anstaltskirche, Gesellschaftshaus, Friedhof, Gutshof, Gärtnerei und Werkstätten, errichtet im barockisierenden Jugendstil, von Albert Haug, 1909–11, Wandmalereien von Georg Winkler 1910–13; Katholische Anstaltskirche zur Hl. Dreifaltigkeit, einschiffiger Saalbau in Jugendstilformen mit Querhaus und Zwiebel-Dachreiter, vollendet 1913, Erweiterung durch Hans Döllgast 1963–65; mit Ausstattung; Festsaal, sogenanntes Gesellschaftshaus, erdgeschossiger Theaterbau mit geschwungenem Mansarddach, halbrunden Flügelbauten und reichen Wandmalereien, 1910–13; Direktionsgebäude, zweigeschossiger Mansardwalmdachbau mit Eckerker am hakenförmig vortretendem Walmdachteil, 1910–13; Wasserturm, Torturm mit sechseckigem Aufsatz und Fresko, bezeichnet 1910, Wandbild von Georg Winkler; Krankenhäuser, zehn Walmdachbauten über unregelmäßigem Grundriss, 1909–11; Wirtschafts- und Wohngebäude, dreizehn, teils gruppenartig angeordnete Walmdach- bzw. Satteldachbauten, 1909–11; Friedhof, eingefriedete Anlage, um 1911; Aussegnungshalle, erdgeschossiger Walmdachbau mit Vorhalle und Dachreiter, um 1911 | D-2-71-119-114 Wikidata | weitere Bilder |

### Mietraching
| Lage                     | Objekt                               | Beschreibung                                                                         | Akten-Nr.               | Bild           |
| ------------------------ | ------------------------------------ | ------------------------------------------------------------------------------------ | ----------------------- | -------------- |
| Schulstraße 8 (Standort) | Katholische Pfarrkirche Sankt Joseph | historisierender Saalbau mit eingezogener Vierung und Südturm, 1925; mit Ausstattung | D-2-71-119-115 Wikidata | weitere Bilder |

### Natternberg
| Lage                        | Objekt             | Beschreibung | Akten-Nr.               | Bild           |
| --------------------------- | ------------------ | --- | ----------------------- | -------------- |
| Nähe Natternberg (Standort) | Burgruine          | Untergeschosse des Bergfrieds sowie Ringmauerreste, Anlage mittelalterlich, Turmabschluss und übrige Gebäudemauern wohl erst 19. Jahrhundert                                   | D-2-71-119-117 Wikidata | weitere Bilder |
| Sankt-Anna-Weg 1 (Standort) | Kapelle Sankt Anna | historisierender Saalbau mit Westturm, 1825. Die Ausstattung stammt größtenteils aus der Schlosskapelle auf dem Natternberg, die im Zuge der Säkularisation abgebrochen wurde. | D-2-71-119-116 Wikidata | weitere Bilder |

### Nest
| Lage              | Objekt           | Beschreibung | Akten-Nr.               | Bild |
| ----------------- | ---------------- | --- | ----------------------- | ---- |
| Nest 4 (Standort) | Ehemals Einödhof | erdgeschossiger massiver Bau mit verschaltem, vorstehendem Schopfwalmdach, 18. Jahrhundert, im Kern wohl älter; Backhaus, kleiner Satteldachbau, 19. Jahrhundert | D-2-71-119-118 Wikidata | BW   |

### Oberdorf
| Lage                                | Objekt     | Beschreibung | Akten-Nr.               | Bild |
| ----------------------------------- | ---------- | --- | ----------------------- | ---- |
| Oberdorf 13 (Standort)              | Bauernhaus | Flachsatteldachbau mit Blockbau-Obergeschoss und zwei Giebelschroten, bezeichnet 1822; Traidkasten, rückwärtig angebauter Flachsatteldachbau mit Blockbau-Obergeschoss über Bruchsteinmauerwerk, 18./19. Jahrhundert | D-2-71-119-121 Wikidata | BW   |
| Reinprechtinger Straße 3 (Standort) | Kleinhaus  | Flachsatteldachbau mit Blockbau-Obergeschoss und Traufschrot, 1. Hälfte 18. Jahrhundert | D-2-71-119-120 Wikidata | BW   |

### Oberperlasberg
| Lage                        | Objekt                | Beschreibung                                                                                                | Akten-Nr.               | Bild |
| --------------------------- | --------------------- | --- | ----------------------- | ---- |
| Oberperlasberg 1 (Standort) | Ehemals Wohnstallhaus | zweigeschossiger Satteldachbau, bezeichnet 1810; Stadel, zweitenniger Holzbau mit Walmdach, bezeichnet 1798 | D-2-71-119-122 Wikidata | BW   |
| Oberperlasberg 1 (Standort) | Wegkapelle            | Satteldachbau mit Vordach, bezeichnet 1746; mit Ausstattung                                                 | D-2-71-119-123 Wikidata | BW   |

### Rettenbach
| Lage                            | Objekt                                     | Beschreibung | Akten-Nr.               | Bild                  |
| ------------------------------- | ------------------------------------------ | --- | ----------------------- | --------------------- |
| Angerweg 3 (Standort)           | Ehemals Wohnstallhaus                      | zweigeschossiger Flachsatteldachbau mit Kniestock, Stuckdekor, zweiseitig umlaufendem Schrot und geschnitzten Schrotsäulen, bezeichnet 1823                            | D-2-71-119-126 Wikidata | Ehemals Wohnstallhaus |
| Angerweg 4 (Standort)           | Ehemals Zuhaus                             | zweigeschossiger Walmdachbau mit Stützpfeilern, Anfang 19. Jahrhundert                                                                                                 | D-2-71-119-127 Wikidata | Ehemals Zuhaus        |
| Der Waldweg zur B 11 (Standort) | Bildstock                                  | Granitpfeiler mit Laternenaufsatz, bezeichnet 1771; am Weg nach Hettenkofen                                                                                            | D-2-71-119-133 Wikidata | Bildstock             |
| Kirchenstraße 4 (Standort)      | Katholische Filialkirche Mariä Heimsuchung | barocker, ausgerundeter Saalraum mit querovalem Chor und Westturm, von Georg Felix Hirschstötter d. J., 1754–58; mit Ausstattung; Friedhofsmauer, wohl 18. Jahrhundert | D-2-71-119-125 Wikidata | weitere Bilder        |
| Kirchenstraße 11 (Standort)     | Wohnstallhaus                              | Flachsatteldachbau mit Blockbau-Obergeschoss, bemaltem, umlaufendem Schrot, Hochschrot und gekerbten Schrotsäulen, Anfang 19. Jahrhundert                              | D-2-71-119-128 Wikidata | Wohnstallhaus         |
| Mainkofener Straße 2 (Standort) | Kapelle                                    | kleiner Satteldachbau, Ende 19. Jahrhundert; mit Ausstattung | D-2-71-119-131 Wikidata | Kapelle               |
| Mainkofener Straße 2 (Standort) | Hausfigur                                  | hölzernes Kruzifixus, 18. Jahrhundert | D-2-71-119-129 Wikidata | Hausfigur             |
| Nähe Kirchenstraße (Standort)   | Kapelle                                    | Zeltdachbau, 1. Hälfte 19. Jahrhundert; mit Ausstattung | D-2-71-119-132 Wikidata | Kapelle               |

### Scheidham
| Lage                   | Objekt      | Beschreibung                                                         | Akten-Nr.               | Bild |
| ---------------------- | ----------- | -------------------------------------------------------------------- | ----------------------- | ---- |
| Scheidham 1 (Standort) | Traidkasten | geständerter Blockbau mit Flachsatteldach, 2. Hälfte 17. Jahrhundert | D-2-71-119-134 Wikidata | BW   |

### Schluttenhof
| Lage                                   | Objekt    | Beschreibung                                              | Akten-Nr.               | Bild      |
| -------------------------------------- | --------- | --------------------------------------------------------- | ----------------------- | --------- |
| Flur Aletsberg; Himmelreich (Standort) | Bildstock | Granitpfeiler mit Schmiedeeisenkreuz, bezeichnet mit 1599 | D-2-71-119-135 Wikidata | Bildstock |

### Seebach
| Lage                      | Objekt                                    | Beschreibung | Akten-Nr.               | Bild           |
| ------------------------- | ----------------------------------------- | --- | ----------------------- | -------------- |
| Stephanusweg 1 (Standort) | Katholische Pfarrkirche Sankt Stephan     | barocker Wandpfeilersaal mit eingezogenem Chor und Südturm, von Benedikt Schöttl, 1736/37 unter Verwendung gotischer Mauerteile, 1776 durch Andreas Weiß vollendet, neubarocke Umgestaltung 1909; mit Ausstattung | D-2-71-119-136 Wikidata | weitere Bilder |
| Stephanusweg 6 (Standort) | Wohnteil eines ehemaligen Wohnstallhauses | Flachsatteldachbau mit Blockbau-Obergeschoss und Trauf- bzw. Giebelschrot, 1. Drittel 19. Jahrhundert; Backhaus, Steildachbau, 2. Hälfte 19. Jahrhundert                                                          | D-2-71-119-137 Wikidata | weitere Bilder |

### Stauffendorf
| Lage                       | Objekt        | Beschreibung                                                         | Akten-Nr.               | Bild |
| -------------------------- | ------------- | -------------------------------------------------------------------- | ----------------------- | ---- |
| In Stauffendorf (Standort) | Weilerkapelle | neugotischer Satteldachbau mit Dachreiter, 2. Hälfte 19. Jahrhundert | D-2-71-119-138 Wikidata | BW   |

### Tattenberg
| Lage                                   | Objekt        | Beschreibung | Akten-Nr.               | Bild          |
| -------------------------------------- | ------------- | --- | ----------------------- | ------------- |
| Tattenberg 31 (Standort)               | Traidkasten   | geständerter Blockbau mit Satteldach und Giebelschrot, 18. Jahrhundert | D-2-71-119-139 Wikidata | BW            |
| Tattenberg 32;Tattenberg 34 (Standort) | Wohnstallhaus | erdgeschossiger Satteldachbau mit verschaltem Giebel sowie Vordach, 1. Hälfte 19. Jahrhundert | D-2-71-119-140 Wikidata | Wohnstallhaus |
| Tattenberg 34 (Standort)               | Wohnstallhaus | erdgeschossiger Flachsatteldachbau mit Kniestock und Giebel in Blockbau, traufseitigem Stangenschrot und verschaltem Giebelschrot, 1. Hälfte 19. Jahrhundert; Backhaus, verputzter Massivbau mit Steildach und hölzernem Giebelfeld, 19. Jahrhundert | D-2-71-119-141 Wikidata | BW            |
| Tattenberg 37 (Standort)               | Traidkasten   | geständerter Blockbau mit Satteldach und Stangenschrot, bezeichnet 1882 | D-2-71-119-142 Wikidata | BW            |

### Ucking
| Lage                | Objekt         | Beschreibung                                                                              | Akten-Nr.               | Bild |
| ------------------- | -------------- | ----------------------------------------------------------------------------------------- | ----------------------- | ---- |
| Ucking 9 (Standort) | Mitterstallbau | zweigeschossiger Satteldachbau mit Blockbau-Obergeschoss und Traufschrot, bezeichnet 1837 | D-2-71-119-143 Wikidata | BW   |

### Untergrub
| Lage                                                 | Objekt                                     | Beschreibung | Akten-Nr.               | Bild |
| ---------------------------------------------------- | ------------------------------------------ | --- | ----------------------- | ---- |
| Bahnlinie Landshut – Bayerisch Eisenstein (Standort) | Straßenbrücke                              | Bogenbrücke aus Polygonalmauerwerk mit rustizierter Quadersteineinfassung und nördlichem betoniertem Auflager, 1877; Bestandteil der 1877 eröffneten sogenannte Waldbahn von Plattling nach Bayerisch Eisenstein, bei Kilometer 84,2                           | D-2-71-119-149 Wikidata | BW   |
| Bahnlinie Landshut – Bayerisch Eisenstein (Standort) | Eisenbahntunnel, sogenannter Kühbergtunnel | gekrümmter Tunnel mit Mündungen aus Polygonalmauerwerk und seitlicher Bewehrung, 1877, Rohreinfassung mit rustizierten Quadersteinen 1886–91; Bestandteil der 1877 eröffneten sogenannten Waldbahn von Plattling nach Bayerisch Eisenstein, bei Kilometer 84,6 | D-2-71-119-150 Wikidata | BW   |

### Keinem Gemeindeteil zugeordnet
| Lage | Objekt     | Beschreibung | Akten-Nr.      | Bild |
| --- | ---------- | --- | -------------- | ---- |
| Angerfeld; Bahnlinie Landshut - Bayerisch Eisenstein; Birkenberg; Der Obergrub - Prechhauser Stadtweg in der Flur Obergrub; In Untergrub; Kr DEG 19; Kühberg; Leite; Ödfeldweg im Birkenberg (Standort) | Bahntrasse | Teil der Doppelschleife zur Überwindung der Steigung zwischen Oberkandelbach und Grafling mit tiefen Felseinschnitten und hohen befestigten Bahndammstrecken auf Deggendorfer Gemeindegebiet, 1877; Bestandteil der 1877 eröffneten sogenannten Waldbahn von Plattling nach Bayerisch-Eisenstein; siehe auch Bahntrasse (Gde. Grafling), Eisenbahnbrücke Deggendorf, Bogenbrücke und Kühbergtunnel bei Weiher (Gde. Deggendorf), Bahnhof Ulrichsberg (Gde. Grafling), Bahnwärterhaus Wühn (Gde. Grafling), Bogenbrücke bei Arzting (Gde. Grafling), Bahnwärterhaus Datting (Gde. Grafling), Eisenbahntunnel bei Bergern (Gde. Grafling) | D-2-71-119-189 | BW   |

## Ehemalige Baudenkmäler
In diesem Abschnitt sind Objekte aufgeführt, die früher einmal in der Denkmalliste eingetragen waren, jetzt aber nicht mehr. Objekte, die in anderem Zusammenhang – also z. B. als Teil eines Baudenkmals – weiter eingetragen sind, sollen hier nicht aufgeführt werden. Aktennummern in diesem Abschnitt sind ehemalige, jetzt nicht mehr gültige Aktennummern.

| Lage                                       | Objekt                  | Beschreibung | Akten-Nr.              | Bild                    |
| ------------------------------------------ | ----------------------- | --- | ---------------------- | ----------------------- |
| Deggendorf Oberer Stadtplatz 7 (Standort)  | Bürgerhaus              | dreigeschossiger, traufseitiger Satteldachbau mit Attika und stuckierten Fensterrahmungen, im Kern wohl noch 17. Jahrhundert, Fassade 2. Hälfte 19. Jahrhundert | D-2-71-119-51 Wikidata | Bürgerhaus              |
| Deggendorf Oberer Stadtplatz 11 (Standort) | Wohn- und Geschäftshaus | dreigeschossiger, traufseitiger Satteldachbau mit neubarocker Putzgliederung und polygonalem Holzerker, im Kern 17. Jahrhundert, Fassade um 1920                | D-2-71-119-53 Wikidata | Wohn- und Geschäftshaus |

## Abgegangene Baudenkmäler
In diesem Abschnitt sind Objekte aufgeführt, die früher einmal in der Denkmalliste eingetragen waren, jetzt aber nicht mehr existieren, z. B. weil sie abgebrochen wurden. Aktennummern in diesem Abschnitt sind ehemalige, jetzt nicht mehr gültige Aktennummern.

| Lage                                     | Objekt                | Beschreibung | Akten-Nr.               | Bild        |
| ---------------------------------------- | --------------------- | --- | ----------------------- | ----------- |
| Deggendorf Am Waffenhammer 21 (Standort) | Ehemalige Hammermühle | zweigeschossiger Steildachbau, bezeichnet mit "1753"; 2019 abgerissen                                                        | D-2-71-119-144 Wikidata | BW          |
| Fischerdorf Donaustraße 35 (Standort)    | Einfirsthof           | erdgeschossiger Satteldachbau mit hohem durchfenstertem Kniestock und Stadel in Holzständerkonstruktion, 18./19. Jahrhundert | D-2-71-119-153 Wikidata | Einfirsthof |